# Razdolnoje (rejon szymanowski)
Razdolnoje (ros. Раздольное) – wieś w Rosji, w obwodzie amurskim, w rejonie szymanowskim. W 2010 liczyła 42 mieszkańców.